# 希少がん
希少がん（きしょうがん）とは、発生頻度が低く症例が少ないために、診断・治療など診療上の課題が他の頻度の高いがんの種類に比べて大きい悪性腫瘍の一群のこと。悪性腫瘍（がん）のなかでも、人口10万人あたり6例未満のまれな がん種の総称。
がん対策は5大がん（肺がん、胃がん、大腸がん、乳がん、肝がん）を優先して臓器別に対策が取られてきた。セカンドオピニオンが実施されるようになり、希少がんについては病理診断や治療法等が施設間で異なったり、必ずしも適切ではなかったりすることがわかってきた。2015年3月から8月にかけて厚生労働省で、希少がん医療・支援のあり方に関する検討会 が開催された。
2014年、国立がん研究センターに「希少がんセンター」が開設された。
2018年、わが国における希少がん対策をさらに推進するため、国立がん研究センターが「希少がん中央機関」に指定された。